# Swarovski
Swarovski AG — австрійська компанія, що спеціалізується на виробництві прикрас зі скла (кришталю). Відома як виробник стразів під брендом «Кришталі Сваровського».
Прикраси виробляє компанія Swarovski AG Feldmeilen поблизу Цюриха, Швейцарія. До групи «Кришталі Сваровського» також належать Tyrolit (виробництво абразивних та різальних матеріалів), Swareflex (рефлексивні та люмінесцентні дорожні маркування), Signity (виробництво синтетичних дорогоцінних каменів) та Optik (оптичні інструменти).
Компанія управляє кристалічним технопарком «Кришталеві світи Swarovski» на своїй ексклюзивній ділянці Ваттенс (поблизу Інсбрука, Австрія).

## Історія
Даніель Сваровскі народився у північній Богемії (нині Чехія), за 20 км від нинішнього кордону з Польщею. Його батько був склорізом і власником невеликої скляної фабрики. Саме там молодий Сваровскі проходив навчання, де став майстром у мистецтві різання скла. У 1892 році він запатентував електричну різальну машину, яка полегшила виробництво кришталевого скла.
У 1895 році Арманд Косманн і Франц Вайс заснували компанію Swarovski, спочатку відому як A. Kosmann, D. Swarovski & Co. і скорочену до KS & Co. Компанія заснувала фабрику з огранювання кришталю у Ваттенсі, Тіроль (Австрія), щоб використати місцеву гідроелектроенергію для енергомістких процесів шліфування, запатентованих Даніелем Сваровскі. Ця фабрика була домом для перших машин для різання кристалів, які здійснили революцію в ювелірному бізнесі, створивши метод масового виробництва кристалів. Бачення Swarovski полягало в тому, щоб зробити «діамант для кожного», зробивши кристали доступними.
У 1899 році компанія вперше використала білотку альпійську у своєму логотипі. У 1919 році Сваровскі заснував компанію Tyrolit, вивівши інструменти для шліфування та полірування з виробництва кришталю на інший ринок.
У 1935 році син Сваровскі Вільгельм створив індивідуальний бінокль, що призвело до запуску Swarovski Optik через 14 років. Swarovski Optik виробляє оптичні інструменти, як-от біноклі, підзорні труби, приціли та телескопи.
У 1977 році Swarovski вийшла на ювелірний ринок США.
Залишаючись сімейним бізнесом, новим генеральним директором було призначено Роберта Бухбауера, який є праправнуком засновника компанії Даніеля Сваровскі. Бухбауер раніше обіймав посаду голови правління компанії та керівника відділу споживчих товарів, посади, які він зберіг після призначення на посаду генерального директора. Водночас повідомлялося про значне потрясіння компанії, ця зміна спричинила втрату праправнучкою засновника, Надією Сваровскі, своєї ролі в управлінні комунікаційною стратегією компанії разом із її брендом ювелірних виробів Atelier Swarovski. Раніше вона була першою членкинею виконавчої ради Swarovski у 2012 році. Разом із виконавчими змінами компанія також закрила 750 роздрібних магазинів, звільнила близько 6000 співробітників і підвищила свого B2B креативного директора Джованну Баталью Енгельберт на посаду глобального креативного директора Swarovski Group.
Отримавши завдання повного творчого керівництва Swarovksi та відповідальністю «переосмислити [його] портфоліо продуктів у всіх підрозділах», Енгельберт випустила свою першу роздрібну колекцію для компанії в лютому 2021 року, а другу колекцію було випущено у вересні 2021 року того ж року; обидва спиралися на архівні посилання на проєкти, які засновник Даніель Сваровскі створив для компанії. Розширюючи роздрібну пропозицію компанії, Енгельберт також найняла члена сім'ї Swarovski Марину Рафаель для розробки своєї першої лінії сумок, яка буде випущена під маркою компанії Atelier Swarovski.
Подальші зміни в керівництві компанії відбудуться наприкінці 2021 року; менш ніж за 18 місяців роботи Роберт Бухбауер і Матіас Марграйтер оголосили про відставку з посад генерального директора та фінансового директора. Причиною зміни назвали суперечки акціонерів щодо планів реструктуризації компанії. У жовтні 2021 року Мішель Молон була призначена тимчасовим генеральним директором компанії, а Фредерік Вестринг оголошений її фінансовим директором. Ця зміна ознаменує собою перший випадок, коли Swarovski очолить особа, яка не є членом сім'ї, оскільки Молон італійського походження довгий час працював у компанії, але не був пов'язаний із засновником Даніелем Сваровскі.

## Галерея

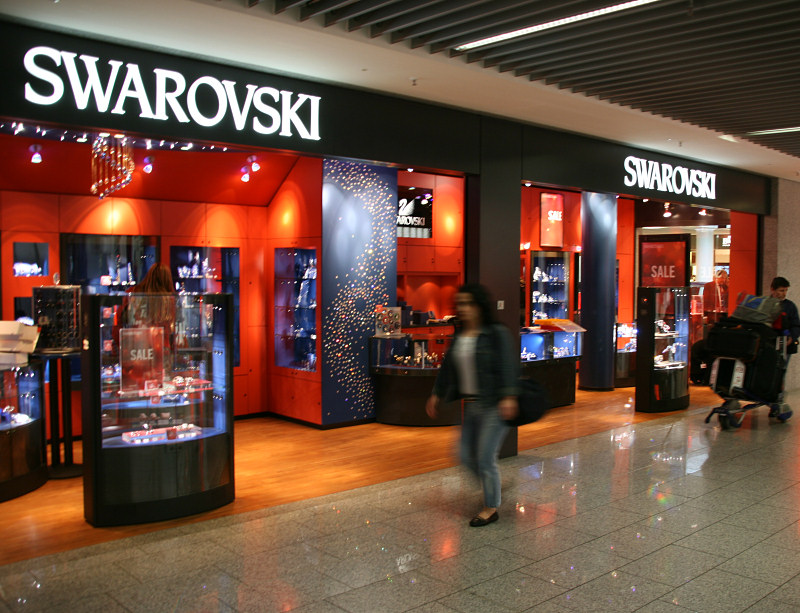
Магазин Swarovski у Франкфурті
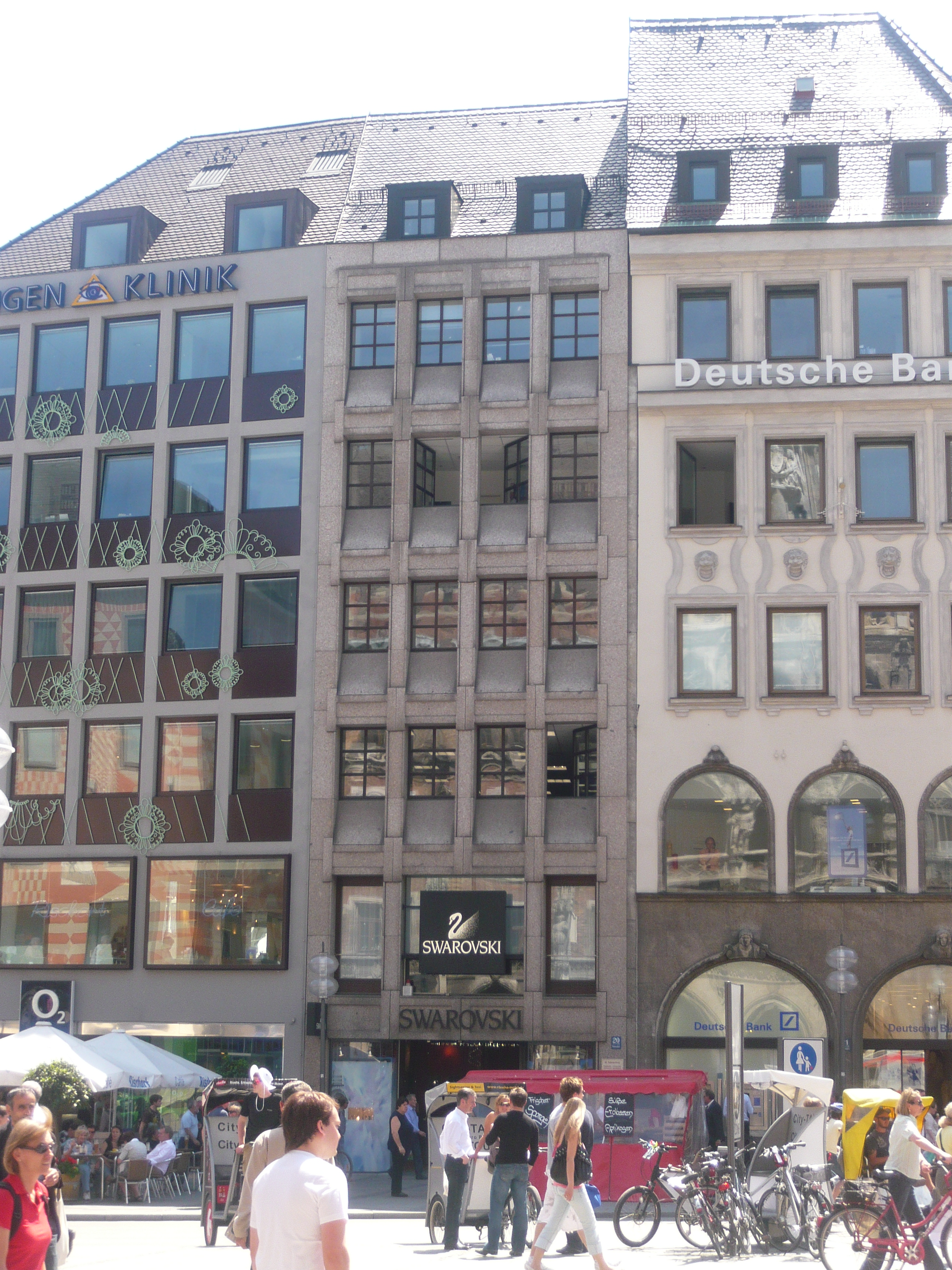
Магазин Swarovski у Мюнхені
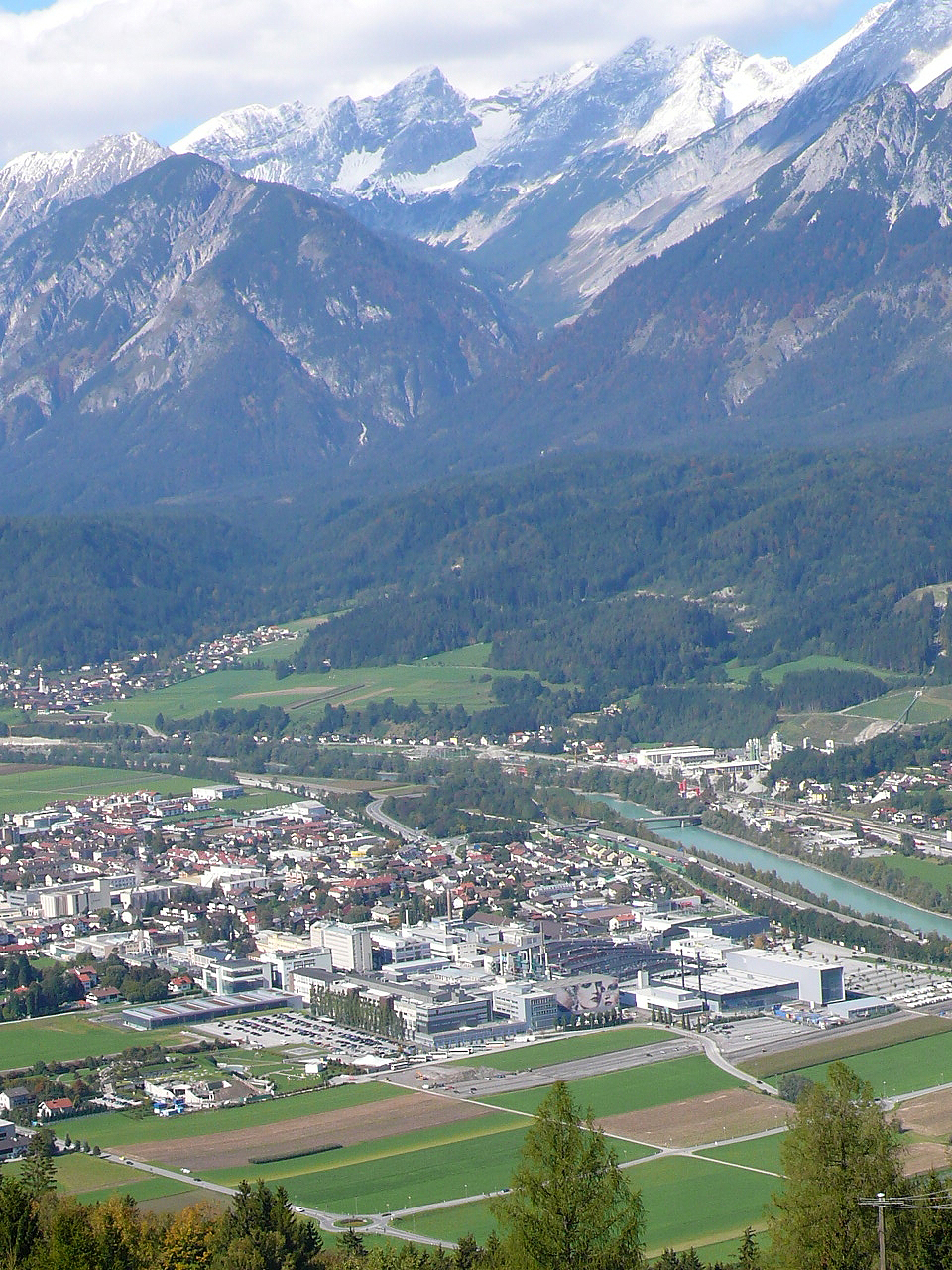
Swarovski у Ваттенсі
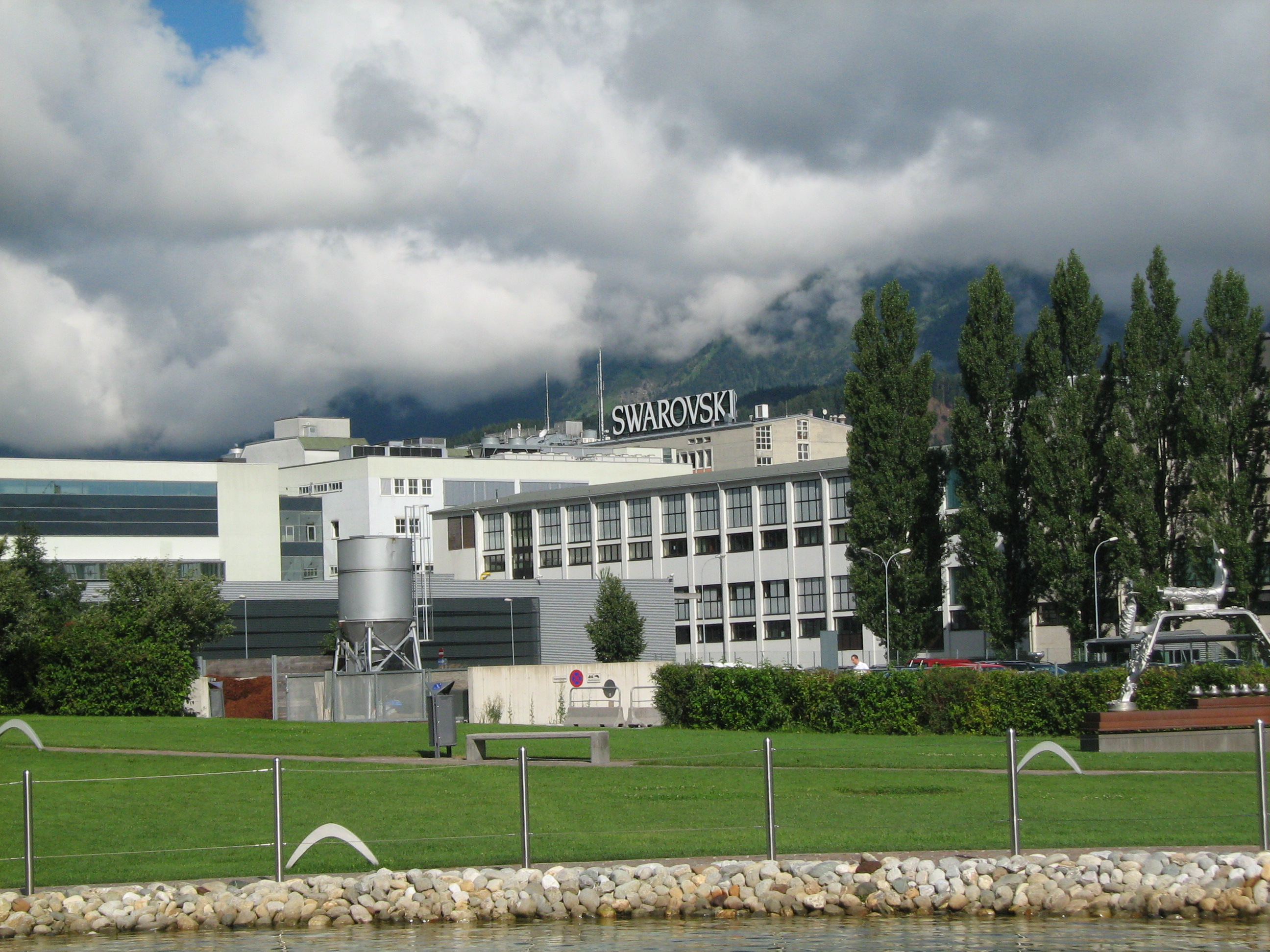
Завод у Ваттенсі
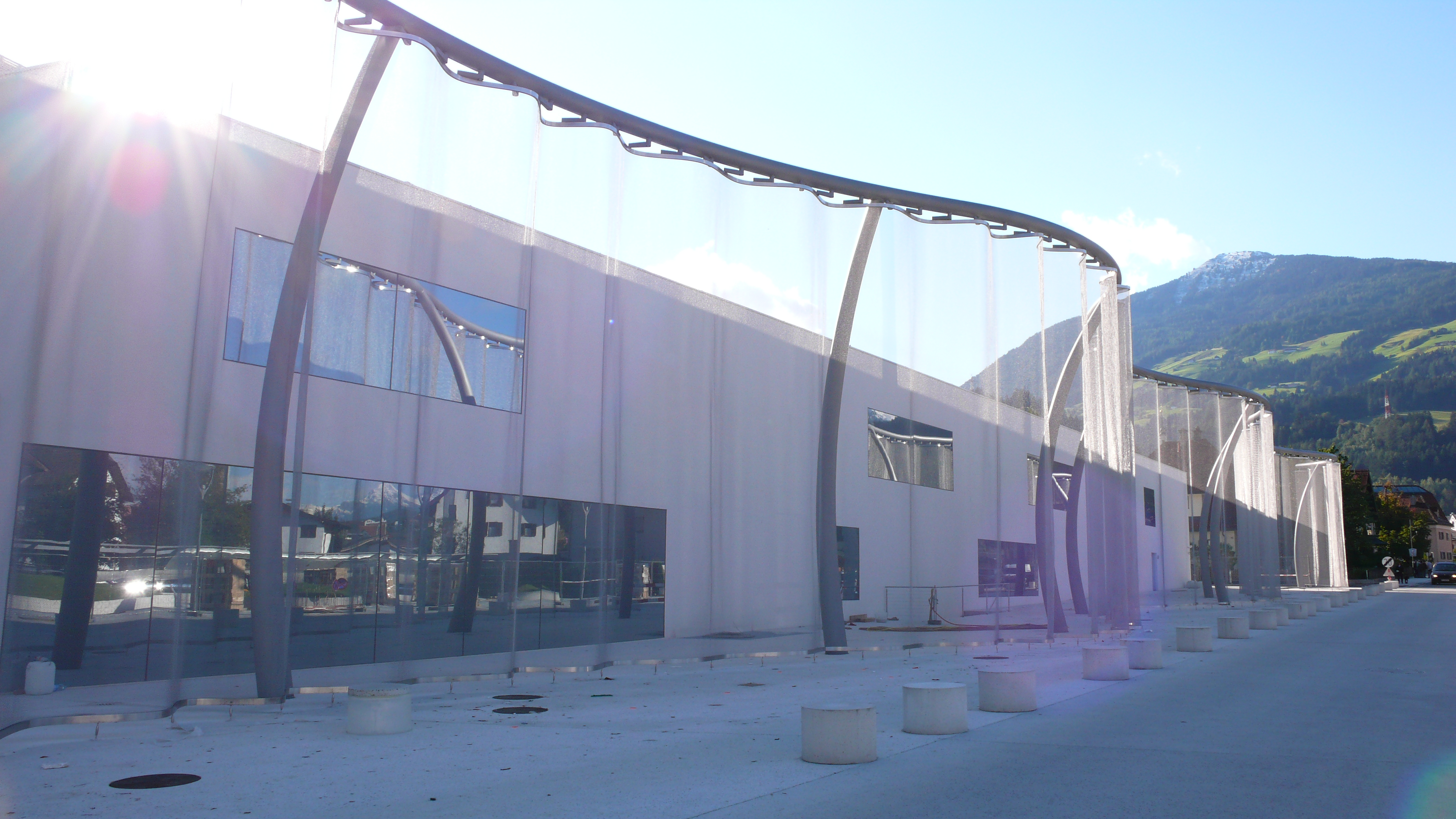
Swarovskistraße Wattens, вересень 2007 року
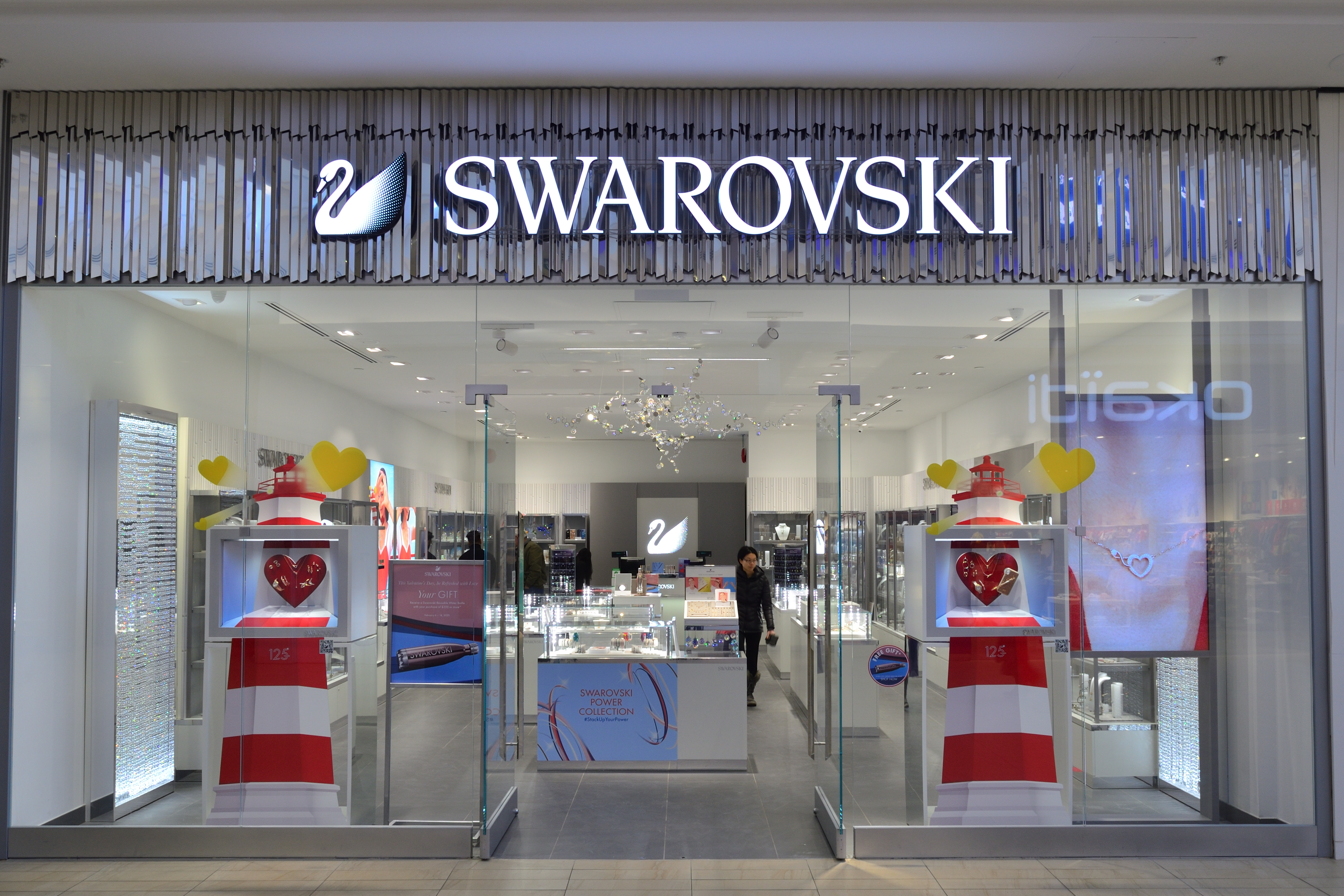
Swarovski у Ричмонд-Гілл
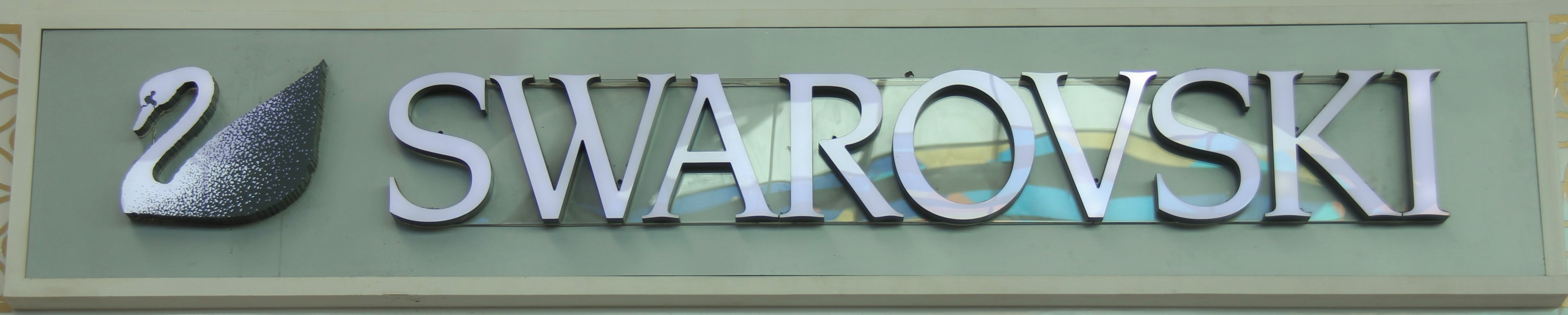
Вивіска та логотип Swarovski у магазині аеропорпу Делі